# Final de la Liga de Campeones de la UEFA 2017-18
La final de la Liga de Campeones de la UEFA 2017-18 fue la 63.ª final del principal torneo europeo de clubes de fútbol organizado por la UEFA, y la 26.ª desde que dejó de llamarse Copa de Europa por Liga de Campeones de la UEFA. Se jugó en el NSC Olimpiyskiy en Kiev, Ucrania el 26 de mayo de 2018, entre el Real Madrid español, defensor del título en las dos últimas temporadas, y el Liverpool inglés.
El Real Madrid fue el ganador de este encuentro y se enfrentó al Atlético de Madrid, campeón de la UEFA Europa League 2017-18, en la Supercopa de la UEFA de 2018. También se clasificó para entrar a las semifinales de la Copa Mundial de Clubes de la FIFA 2018 como representante de la UEFA. 

## Sede

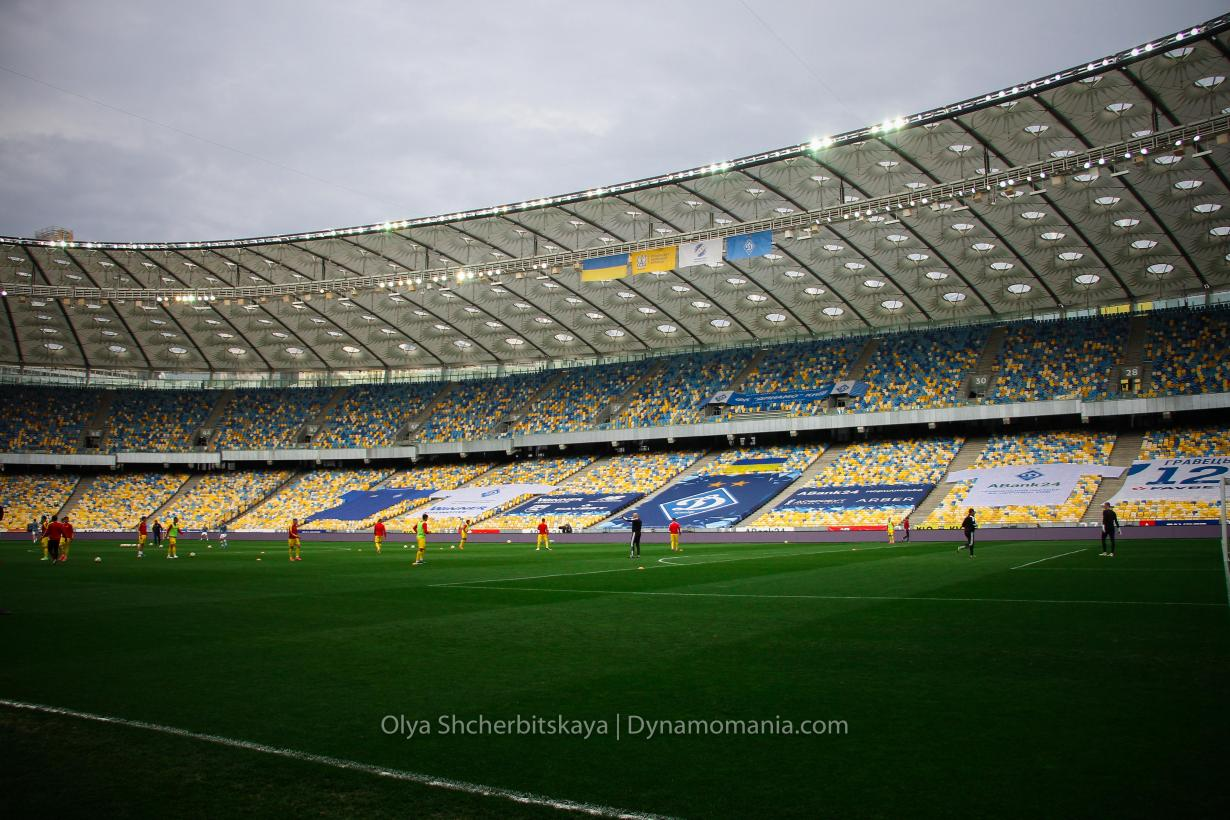
Interior del NSC Olimpiyskiy de Kiev.

El NSC Olimpiyskiy de Kiev se anunció como sede final el 15 de septiembre de 2016, tras la decisión de la reunión del Comité Ejecutivo de la UEFA en Atenas, Grecia. Esta es la sexta final de la Copa de Europa/Liga de Campeones celebrada en una sede de Europa del Este después de 1973 en Belgrado, Yugoslavia, la final de 1983, 1994 y 2007 organizada por Atenas, Grecia, así como la final de 2008 en Moscú, Rusia.
El estadio Olimpiyskiy fue construido en 1923 y ha sido renovado tres veces, la última en 2011 en preparación para el torneo de la UEFA Euro 2012. El estadio fue utilizado como sede en los Juegos Olímpicos de Moscú de 1980 para su evento de fútbol y el mencionado Campeonato Europeo, incluyendo el partido final que vio a España derrotar a Italia por el récord de 4-0 en el camino a su tercer título. Su capacidad actual es 70 050 espectadores. Los actuales inquilinos del estadio son el equipo nacional de fútbol de Ucrania (1994-presente) y Dinamo Kiev (2011-presente).
|  |

|  |  |

|  |  |

|  |

|  |

|  |  |

|  |  |

|  |

## Ceremonia de Apertura
La encargada de abrir la ceremonia de apertura de la final fue la cantante británica Dua Lipa, siendo la segunda artista tras la norteamericana Alicia Keys en el 2016.

## Finalistas
En negrita, las finales ganadas.
| Equipos     | Finales jugadas anteriormente |
| ----------- | --- |
| Real Madrid | 1955-56, 1956-57, 1957-58, 1958-59, 1959-60, 1961-62, 1963-64, 1965-66, 1980-81, 1997-98, 1999-2000, 2001-02, 2013-14, 2015-16 y 2016-17. |
| Liverpool   | 1976-77, 1977-78, 1980-81, 1983-84, 1984-85, 2004-05 y 2006-07.                                                                           |

## Antecedentes
El vigente campeón, el Real Madrid, llegó a su 16.ª final, un récord, después de una victoria global de 4-3 contra el Bayern Múnich, que los dejó fuera de la competición por segunda temporada consecutiva. Esta es la tercera final consecutiva del Real Madrid, y la cuarta final en cinco años, con la oportunidad de ganar el decimotercer título. Previamente ganaron las finales de 1956, 1957, 1958, 1959, 1960, 1966, 1998, 2000, 2002, 2014, 2016 y 2017; mientras que perdió en 1962, 1964 y 1981. Esta es también su vigésima final en todas las competiciones de la UEFA, también jugó en dos finales de la Recopa (perdiendo en 1971 y 1983) y dos finales de la Copa de la UEFA (ganando en 1985 y 1986). El Real Madrid es el tercer equipo desde la renovación de la marca como Liga de Campeones que llega a tres finales consecutivas después del AC Milan en 1995 y Juventus en 1998. Pretenden ser el primer equipo en la era de la Liga de Campeones, y el cuarto en general, en ganar tres finales consecutivas, una hazaña lograda solo por el propio Real Madrid de la década de 1950, cuando lograron ganar un récord de cinco finales consecutivas, así como el Ajax y Bayern Múnich de la década de 1970 en 1973 y 1976, respectivamente.
El Liverpool llegó a su octava final, la primera desde 2007, después de una victoria global de 7-6 contra el AS Roma italiano. Han ganado la final en cinco ocasiones (1977, 1978, 1981, 1984 y 2005), y han perdido dos veces (1985 y 2007). Esta fue también su decimotercera final en competiciones de la UEFA, ya que jugó en una final de la Recopa (perdiendo en 1966) y cuatro finales de la Copa de la UEFA/Europa League (ganó en 1973, 1976 y 2001 y perdió en 2016). El Liverpool fue el primer equipo desde el Bayern Múnich en 2011-12 en llegar a la final después de haber calificado para la competencia a través de la ronda de play-off. Esta fue también la ocasión más reciente en la que apareció un equipo inglés (Chelsea). Precisamente el Liverpool fue el equipo más reciente en derrotar al Real Madrid en una final de la Copa de Europa, ganando 1-0 en París en 1981.
Además de la final de 1981, los dos equipos se han enfrentado cuatro veces en la era de la Liga de Campeones. El Liverpool ganó ambos partidos en la ronda de octavos de final de la UEFA Champions League 2008-09, mientras que el Real Madrid ganó ambos partidos en la fase de grupos de la UEFA Champions League 2014-15.

## Partidos de clasificación para la Final
| GRUPO H           | Pts. | PJ | PG | PE | PP | GF | GC | Dif |
| ----------------- | ---- | -- | -- | -- | -- | -- | -- | --- |
| Tottenham Hotspur | 16   | 6  | 5  | 1  | 0  | 15 | 4  | 11  |
| Real Madrid       | 13   | 6  | 4  | 1  | 1  | 17 | 7  | 10  |
| Borussia Dortmund | 2    | 6  | 0  | 2  | 4  | 7  | 13 | -6  |
| APOEL             | 2    | 6  | 0  | 2  | 4  | 2  | 17 | -15 |

| GRUPO E       | Pts. | PJ | PG | PE | PP | GF | GC | Dif |
| ------------- | ---- | -- | -- | -- | -- | -- | -- | --- |
| Liverpool     | 12   | 6  | 3  | 3  | 0  | 23 | 6  | 17  |
| Sevilla       | 9    | 6  | 2  | 3  | 1  | 12 | 12 | 0   |
| Spartak Moscú | 6    | 6  | 1  | 3  | 2  | 9  | 13 | -4  |
| Maribor       | 3    | 6  | 0  | 3  | 3  | 3  | 16 | -13 |

## Partido

### Resumen

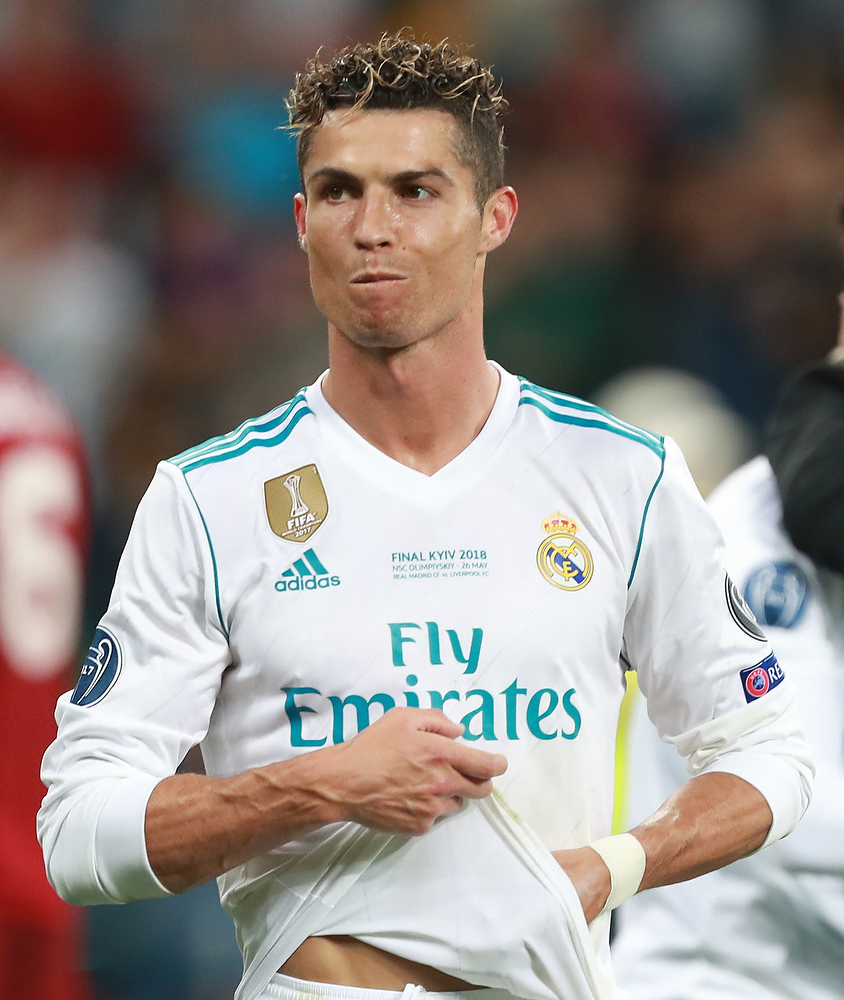
Cristiano Ronaldo en un momento del partido.

El partido comenzó con el saque inicial del Liverpool y los sucesivos ataques del equipo para contrarrestar la acumulación más lenta de la posesión del Madrid. En el minuto 24, un disparo bajo de Trent Alexander-Arnold atravesó las piernas de un defensor y obligó a Keylor Navas a un atajada. Dos minutos más tarde, el delantero del Liverpool Mohamed Salah se lesionó en una caída con Sergio Ramos. Debido a un hombro dislocado, Salah fue sustituido cuatro minutos más tarde por Adam Lallana. El madrileño Dani Carvajal fue sustituido en el minuto 37 por una lesión en el tendón de la corva tras un intento de tacón. Minutos después, un gol de Karim Benzema fue anulado después de que se determinó que estaba fuera de juego mientras terminaba un lanzamiento iniciado por un cabezazo de Cristiano Ronaldo. La primera mitad terminó sin goles, con el Madrid dominando la posesión, pero el Liverpool tenía más oportunidades de anotar.
La segunda mitad comenzó con un disparo de Isco, que golpeó el travesaño. En el minuto 51, Benzema anotó el primer gol del partido desviando un lanzamiento del portero del Liverpool Loris Karius. Liverpool empató cuatro minutos después con un gol de Sadio Mané, que desvió un cabezazo de Dejan Lovren durante un tiro de esquina. Gareth Bale entró en el campo por Isco en el minuto 61 y anotó el segundo gol del Madrid dos minutos más tarde, usando una acrobática chilena para culminar un centro de Marcelo. Liverpool presionó por un segundo gol igualador, con un disparo de Mané que golpeó el poste, pero también estaba perdiendo la posesión el Madrid. Ronaldo tuvo la oportunidad de marcar su primer gol del partido durante un contraataque en el minuto 73, pero fue desviado por el defensor del Liverpool Andrew Robertson en el área de penalti. Bale anotó su segundo gol del partido en el minuto 83 en un tiro desde 37 metros que no consiguió atrapar Karius. Una segunda oportunidad de gol para Ronaldo en el minuto 93 de juego fue interrumpida por un invasor de campo, que fue capturado por los responsables de seguridad del estadio.

### Ficha
| 1     | POR   | Keylor Navas      |     |
| 2     | DEF   | Daniel Carvajal   | 37' |
| 5     | DEF   | Raphaël Varane    |     |
| 4     | DEF   | Sergio Ramos      |     |
| 12    | DEF   | Marcelo Vieira    |     |
| 10    | MED   | Luka Modrić       |     |
| 14    | MED   | Casemiro          |     |
| 8     | MED   | Toni Kroos        |     |
| 22    | MED   | Isco Alarcón      | 61' |
| 9     | DEL   | Karim Benzema     | 89' |
| 7     | DEL   | Cristiano Ronaldo |     |
| D. T. | D. T. | Zinedine Zidane   |     |

| 1     | POR   | Loris Karius           |     |
| 66    | DEF   | Trent Alexander-Arnold |     |
| 6     | DEF   | Dejan Lovren           |     |
| 4     | DEF   | Virgil van Dijk        |     |
| 26    | DEF   | Andrew Robertson       |     |
| 14    | MED   | Jordan Henderson       |     |
| 7     | MED   | James Milner           | 83' |
| 5     | MED   | Georginio Wijnaldum    |     |
| 11    | DEL   | Mohamed Salah          | 31' |
| 9     | DEL   | Roberto Firmino        |     |
| 19    | DEL   | Sadio Mané             |     |
| D. T. | D. T. | Jürgen Klopp           |     |

| 6  | DEF | Nacho Fernández | 37' |
| 11 | DEL | Gareth Bale     | 61' |
| 20 | MED | Marco Asensio   | 89' |

| 20 | MED | Adam Lallana | 31' |
| 23 | MED | Emre Can     | 83' |

| 51' · 63' · 83' | Karim Benzema Gareth Bale | 1:0 2:1 3:1 |

| 55' | Sadio Mané | 1:1 |

| 82' | Sadio Mané |

| Principal  | Milorad Mažić      |
| Asistentes | Milovan Ristić     |
|            | Dalibor Djurdjević |
| Cuarto     | Clément Turpin     |
| Quinto     | Nemanja Petrović   |

| Áreas | Nenad Djokić  |
|       | Danilo Grujić |

|                    |     |     |
| Tiros              | 14  | 13  |
| Tiros a puerta     | 5   | 2   |
| Faltas             | 5   | 18  |
| Saques de esquina  | 9   | 5   |
| Penaltis           | 0   | 0   |
| Fueras de juego    | 7   | 3   |
| Posesión del balón | 66% | 34% |

| Alineación inicial |

| 1     | POR   | Keylor Navas      |     |
| 2     | DEF   | Daniel Carvajal   | 37' |
| 5     | DEF   | Raphaël Varane    |     |
| 4     | DEF   | Sergio Ramos      |     |
| 12    | DEF   | Marcelo Vieira    |     |
| 10    | MED   | Luka Modrić       |     |
| 14    | MED   | Casemiro          |     |
| 8     | MED   | Toni Kroos        |     |
| 22    | MED   | Isco Alarcón      | 61' |
| 9     | DEL   | Karim Benzema     | 89' |
| 7     | DEL   | Cristiano Ronaldo |     |
| D. T. | D. T. | Zinedine Zidane   |     |

| 1     | POR   | Loris Karius           |     |
| 66    | DEF   | Trent Alexander-Arnold |     |
| 6     | DEF   | Dejan Lovren           |     |
| 4     | DEF   | Virgil van Dijk        |     |
| 26    | DEF   | Andrew Robertson       |     |
| 14    | MED   | Jordan Henderson       |     |
| 7     | MED   | James Milner           | 83' |
| 5     | MED   | Georginio Wijnaldum    |     |
| 11    | DEL   | Mohamed Salah          | 31' |
| 9     | DEL   | Roberto Firmino        |     |
| 19    | DEL   | Sadio Mané             |     |
| D. T. | D. T. | Jürgen Klopp           |     |

| 6  | DEF | Nacho Fernández | 37' |
| 11 | DEL | Gareth Bale     | 61' |
| 20 | MED | Marco Asensio   | 89' |

| 20 | MED | Adam Lallana | 31' |
| 23 | MED | Emre Can     | 83' |

| 51' · 63' · 83' | Karim Benzema Gareth Bale | 1:0 2:1 3:1 |

| 55' | Sadio Mané | 1:1 |

| 82' | Sadio Mané |

| Principal  | Milorad Mažić      |
| Asistentes | Milovan Ristić     |
|            | Dalibor Djurdjević |
| Cuarto     | Clément Turpin     |
| Quinto     | Nemanja Petrović   |

| Áreas | Nenad Djokić  |
|       | Danilo Grujić |

|                    |     |     |
| Tiros              | 14  | 13  |
| Tiros a puerta     | 5   | 2   |
| Faltas             | 5   | 18  |
| Saques de esquina  | 9   | 5   |
| Penaltis           | 0   | 0   |
| Fueras de juego    | 7   | 3   |
| Posesión del balón | 66% | 34% |

| Alineación inicial |

| 1     | POR   | Keylor Navas      |     |
| 2     | DEF   | Daniel Carvajal   | 37' |
| 5     | DEF   | Raphaël Varane    |     |
| 4     | DEF   | Sergio Ramos      |     |
| 12    | DEF   | Marcelo Vieira    |     |
| 10    | MED   | Luka Modrić       |     |
| 14    | MED   | Casemiro          |     |
| 8     | MED   | Toni Kroos        |     |
| 22    | MED   | Isco Alarcón      | 61' |
| 9     | DEL   | Karim Benzema     | 89' |
| 7     | DEL   | Cristiano Ronaldo |     |
| D. T. | D. T. | Zinedine Zidane   |     |

| 1     | POR   | Loris Karius           |     |
| 66    | DEF   | Trent Alexander-Arnold |     |
| 6     | DEF   | Dejan Lovren           |     |
| 4     | DEF   | Virgil van Dijk        |     |
| 26    | DEF   | Andrew Robertson       |     |
| 14    | MED   | Jordan Henderson       |     |
| 7     | MED   | James Milner           | 83' |
| 5     | MED   | Georginio Wijnaldum    |     |
| 11    | DEL   | Mohamed Salah          | 31' |
| 9     | DEL   | Roberto Firmino        |     |
| 19    | DEL   | Sadio Mané             |     |
| D. T. | D. T. | Jürgen Klopp           |     |

| 6  | DEF | Nacho Fernández | 37' |
| 11 | DEL | Gareth Bale     | 61' |
| 20 | MED | Marco Asensio   | 89' |

| 20 | MED | Adam Lallana | 31' |
| 23 | MED | Emre Can     | 83' |

| 51' · 63' · 83' | Karim Benzema Gareth Bale | 1:0 2:1 3:1 |

| 55' | Sadio Mané | 1:1 |

| 82' | Sadio Mané |

| Principal  | Milorad Mažić      |
| Asistentes | Milovan Ristić     |
|            | Dalibor Djurdjević |
| Cuarto     | Clément Turpin     |
| Quinto     | Nemanja Petrović   |

| Áreas | Nenad Djokić  |
|       | Danilo Grujić |

|                    |     |     |
| Tiros              | 14  | 13  |
| Tiros a puerta     | 5   | 2   |
| Faltas             | 5   | 18  |
| Saques de esquina  | 9   | 5   |
| Penaltis           | 0   | 0   |
| Fueras de juego    | 7   | 3   |
| Posesión del balón | 66% | 34% |

| Alineación inicial |

| 1     | POR   | Keylor Navas      |     |
| 2     | DEF   | Daniel Carvajal   | 37' |
| 5     | DEF   | Raphaël Varane    |     |
| 4     | DEF   | Sergio Ramos      |     |
| 12    | DEF   | Marcelo Vieira    |     |
| 10    | MED   | Luka Modrić       |     |
| 14    | MED   | Casemiro          |     |
| 8     | MED   | Toni Kroos        |     |
| 22    | MED   | Isco Alarcón      | 61' |
| 9     | DEL   | Karim Benzema     | 89' |
| 7     | DEL   | Cristiano Ronaldo |     |
| D. T. | D. T. | Zinedine Zidane   |     |

| 1     | POR   | Loris Karius           |     |
| 66    | DEF   | Trent Alexander-Arnold |     |
| 6     | DEF   | Dejan Lovren           |     |
| 4     | DEF   | Virgil van Dijk        |     |
| 26    | DEF   | Andrew Robertson       |     |
| 14    | MED   | Jordan Henderson       |     |
| 7     | MED   | James Milner           | 83' |
| 5     | MED   | Georginio Wijnaldum    |     |
| 11    | DEL   | Mohamed Salah          | 31' |
| 9     | DEL   | Roberto Firmino        |     |
| 19    | DEL   | Sadio Mané             |     |
| D. T. | D. T. | Jürgen Klopp           |     |

| 6  | DEF | Nacho Fernández | 37' |
| 11 | DEL | Gareth Bale     | 61' |
| 20 | MED | Marco Asensio   | 89' |

| 20 | MED | Adam Lallana | 31' |
| 23 | MED | Emre Can     | 83' |

| 51' · 63' · 83' | Karim Benzema Gareth Bale | 1:0 2:1 3:1 |

| 55' | Sadio Mané | 1:1 |

| 82' | Sadio Mané |

| Principal  | Milorad Mažić      |
| Asistentes | Milovan Ristić     |
|            | Dalibor Djurdjević |
| Cuarto     | Clément Turpin     |
| Quinto     | Nemanja Petrović   |

| Áreas | Nenad Djokić  |
|       | Danilo Grujić |

|                    |     |     |
| Tiros              | 14  | 13  |
| Tiros a puerta     | 5   | 2   |
| Faltas             | 5   | 18  |
| Saques de esquina  | 9   | 5   |
| Penaltis           | 0   | 0   |
| Fueras de juego    | 7   | 3   |
| Posesión del balón | 66% | 34% |

| Alineación inicial |

| Bandera de España   |
| Campeón Real Madrid |
| 13.º título         |

## Pospartido
El Real Madrid se convirtió en el primer equipo desde el Bayern Múnich en 1974-76 en ganar tres Ligas Campeones de la UEFA o Copas de Europa consecutivas. El título fue el decimotercero del Real Madrid, otro récord de la Liga de Campeones, y el cuarto en cinco años. El entrenador madridista Zinedine Zidane se convirtió en el primero en ganar tres títulos consecutivos de la Liga de Campeones y coincidió con el récord de victorias de la era de la Liga de Campeones de Carlo Ancelotti. Cristiano Ronaldo se convirtió en el primer jugador en ganar la final de la Liga de Campeones cinco veces, superando el récord establecido por Clarence Seedorf en 2007 y por Andrés Iniesta en 2015.
Gareth Bale se convirtió en el primer sustituto en anotar dos goles en una final de la Liga de Campeones y fue nombrado hombre del partido. Su primer gol recibió la aclamación como uno de los mejores en la historia de la Liga de Campeones y fue comparado con el gol de chilena de Ronaldo contra la Juventus en cuartos de final y el gol de su entrenador Zinedine Zidane en la final de 2002 en Hampden Park. El agarrón de Sergio Ramos sobre Mohammed Salah recibió reacciones encontradas por parte de la prensa y los aficionados sobre si la lesión fue el resultado de un golpe deliberado o un accidente. Los fanáticos egipcios respondieron con enojo en las redes sociales, incluidos los insultos que se convirtieron en temas de tendencia en Twitter. Una petición de Change.org pidiendo a la UEFA y a la FIFA que castiguen a Ramos por el desafío recibió 400 000 firmas en dos días.
Este fue el último partido de Cristiano Ronaldo en el Real Madrid, poniendo fin a sus 9 años de estancia en el club merengue y en una de sus entrevistas después del partido, dijo una de sus frases más emblemáticas para despedirse del Madrid "Muchas gracias afición. Esto es para vosotros, sííííí".
El entrenador del Liverpool, Jürgen Klopp, perdió su sexta de siete finales importantes, incluidas de la Liga de Campeones y las copas de la liga. Después del pitido final del partido y durante las celebraciones de los jugadores blancos, Loris Karius se dirigió al fondo del estadio donde se encontraban los seguidores del Liverpool con lágrimas y pidiendo perdón, afirmando que "sé que lo he estropeado con los dos errores y os he defraudado a todos". Después del partido, Karius recibió amenazas de muerte en línea y mensajes de odio dirigidos contra él y su familia.